# Lysiteles vietnamensis
Lysiteles vietnamensis es una especie de araña cangrejo del género Lysiteles, familia Thomisidae, orden Araneae.

## Distribución
Esta especie se encuentra en Vietnam.

## Taxonomía
Fue descrita científicamente por Logunov & Jäger en 2015.
Tratamiento taxonómico
La especie aparece registrada y publicada en Spiders from Vietnam (Arachnida: Aranei): new species and records. Russian Entomological Journal 24(4): 343–363.